# Cygnus (véhicule spatial)
Pour les articles homonymes, voir Cygnus.

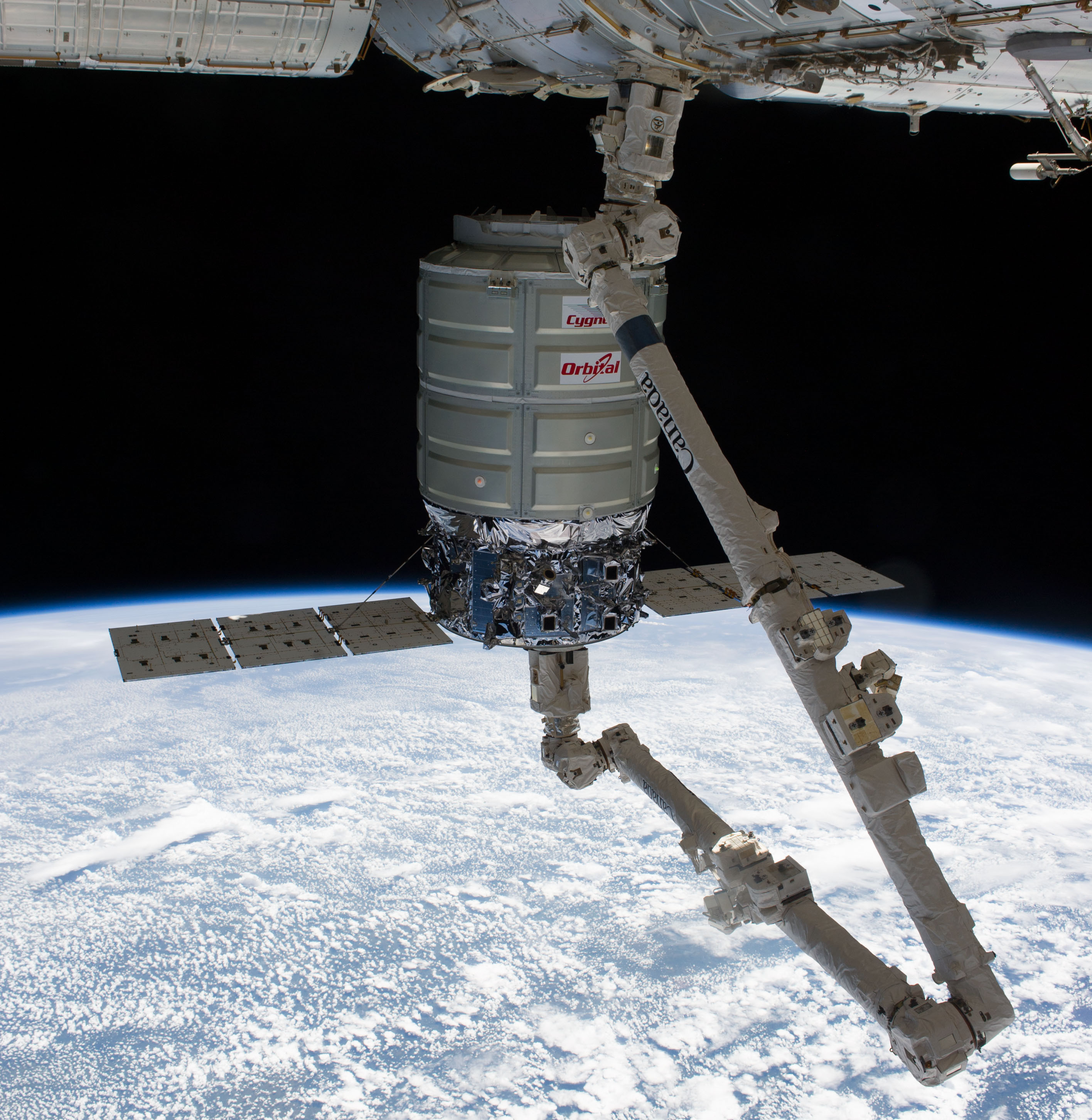
Le Cygnus tenu par le bras articulé Canadarm 2.

Cygnus est un vaisseau cargo spatial  développé par la société Orbital Sciences (aujourd'hui Northrop Grumman Innovation Systems) dans le cadre du programme COTS de la NASA. Il doit contribuer au ravitaillement en fret (nourriture, gaz, carburant, pièces détachées) de la Station spatiale internationale après le retrait de la navette spatiale américaine. Il permet de transporter une masse de 2 tonnes dans sa soute pressurisée (2,7 tonnes dans une version évoluée) et est mis en orbite par le lanceur Antares développé spécifiquement par le même constructeur. Le premier vol de qualification a eu lieu le 18 septembre 2013. La NASA a passé commande de 8 vols destinés à transporter 20 tonnes de fret jusqu'à la Station spatiale internationale.

## Contexte: le programme COTS
À partir d'août 2000 la Station spatiale internationale est ravitaillée périodiquement par des vaisseaux cargos Progress russes, ATV européens, HTV japonais ainsi que par la navette spatiale américaine. À la suite de l'accident de la navette spatiale Columbia début 2003, la NASA décide début 2004 de ne plus faire appel pour des raisons de sécurité et d'obsolescence aux navettes qui prenaient en charge une part importante de cette logistique. Ce retrait devint effectif en 2012. Pour remplacer la navette et ne pas dépendre de ses partenaires internationaux, l'agence spatiale américaine décida de faire appel  à des prestataires privés pour assurer ce ravitaillement dans le cadre du programme COTS. Le programme COTS prévoit que deux prestataires seront sélectionnés et que chacun devra transporter 20 tonnes de fret d'ici 2016. En 2006 la NASA sélectionne la  société SpaceX qui propose son cargo Dragon placé en orbite par son lanceur Falcon 9 ainsi que la société Kistler Aerospace (en) qui propose le vaisseau cargo Kistler K-1. Mais Kistler Aerospace rencontre des problèmes de financement et la NASA décide en octobre 2007 de mettre fin au contrat avec cette société et de lancer un nouvel appel d'offres.  En février 2008 la NASA retient la proposition de la société Orbital Sciences pour remplacer la société défaillante. Orbital propose de développer le vaisseau Cygnus lancé par la fusée Antares conçue à cet effet. En décembre 2008, la NASA signe avec cette société un contrat de 1,9 milliard de dollars pour le ravitaillement de la Station spatiale internationale. Selon les termes de ce contrat, Orbital Sciences doit placer en orbite 20 tonnes de fret d'ici 2016 en effectuant huit lancements de son cargo spatial. Le premier test en vol de son véhicule spatial est attendu pour 2012. Pour Orbital comme pour SpaceX les vaisseaux et les lanceurs fournis dans le cadre du programme COTS sont des engins entièrement nouveaux. La NASA subventionne en grande partie leur développement au fur et à mesure de l'atteinte de jalons définis contractuellement. Orbital reçoit ainsi 388 millions de dollars pour le développement du vaisseau Cygnus et du lanceur Antares.

## Caractéristiques techniques

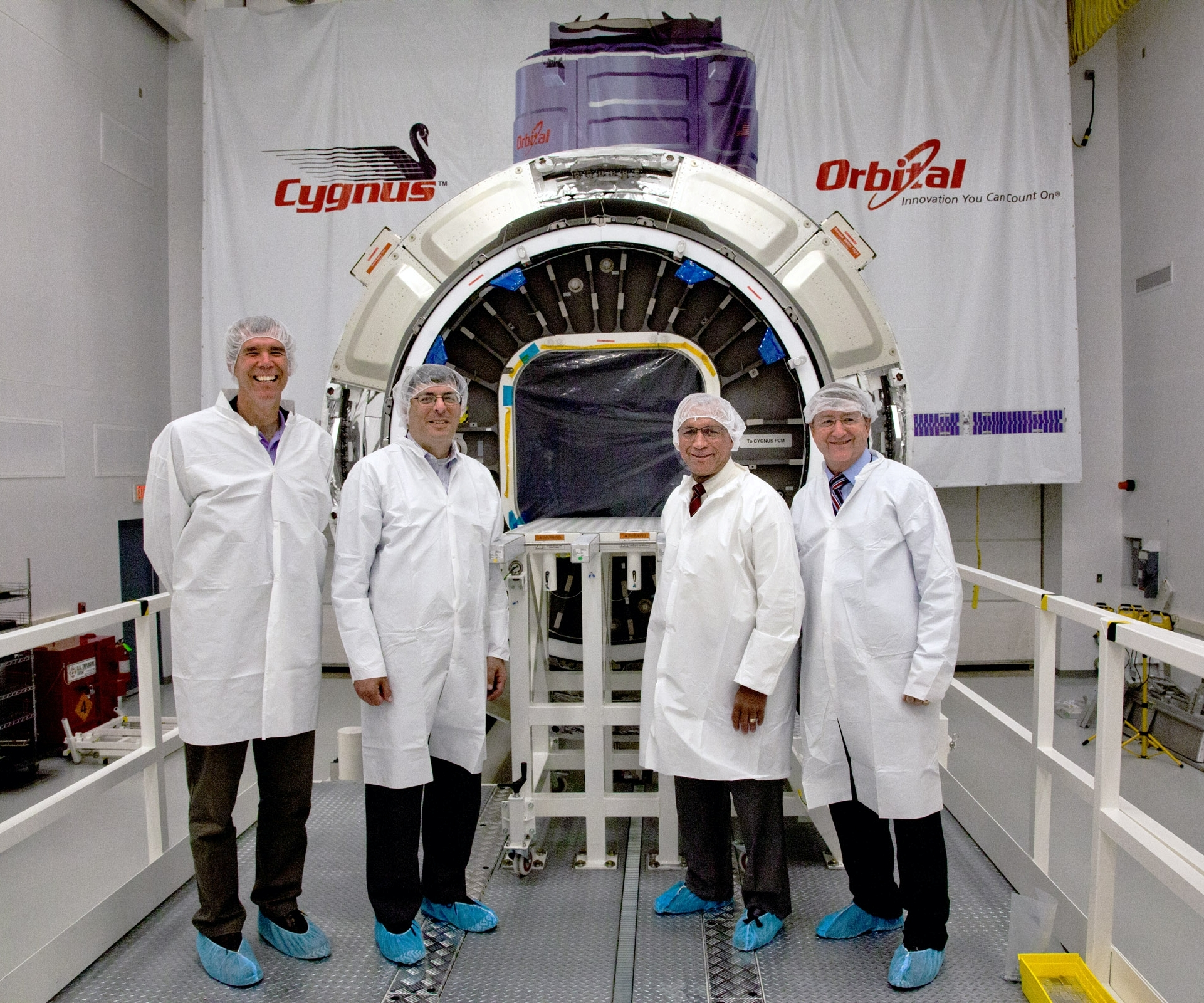
Les responsables de la NASA et d'Orbital devant le premier exemplaire de Cygnus.

De manière classique le cargo spatial Cygnus comprend deux sous-ensembles : le module de service dans lequel se trouve la propulsion, le système d'énergie et les différents équipements nécessaires au fonctionnement du cargo et le module contenant le fret.

### Le module de service
Le module de service repose sur des développements existants du constructeur : Orbital utilise la plate-forme  Star  qu'elle a mise en œuvre sur les satellites des familles GEOStar et LEOStar qu'elle développe. Pesant 1 800 kg, cette plateforme comporte des propulseurs utilisant des ergols hypergoliques (hydrazine et peroxyde d'azote) et dispose d'une puissance électrique de 4 kW grâce à 2 panneaux solaires comportant des cellules solaires à base d'arséniure de gallium.

### La partie destinée au fret pressurisé
La partie destinée au fret existera à terme en deux versions. Le premier type, et le seul dont le développement est effectif en 2013, est un module pressurisé reposant sur le Multi-Purpose Logistics Module qui est développé par Thales Alenia Space en Italie pour la station spatiale internationale. Le module dispose d'un le sas d'amarrage de type CBM lui permettant d'utiliser les sas d'amarrage de la partie non russe de la station. Pour les premiers vols, ce module a une masse de 3,5 tonnes, une charge utile de 2 tonnes et dispose d'un volume pressurisé de 18,7 m3 (version standard). Une version améliorée doit se substituer à la version standard à partir du quatrième vol grâce à une augmentation de la puissance de la fusée Antares. Dans sa version 130, celle-ci met en effet en œuvre un deuxième étage allongé (Castor 30XL) qui lui permet d'emporter une charge utile plus importante. Le vaisseau Cygnus amélioré dispose d'un module de fret plus long qui lui permet de transporter 2,7 tonnes dans 27 m3.
| Version                              | Standard      | Améliorée     |
| ------------------------------------ | ------------- | ------------- |
|                                      |               |               |
| Dimension totale longueur × diamètre | 5,1 × 3,07 m  | 6,36 × 3,07 m |
| dont module de service               | 1,30 × 3,07 m | 1,30 × 3,07 m |
| dont module de fret                  | 3,66 × 3,07 m | 4,86 × 3,07 m |
| Masse à vide                         | 3,3 t.        | 3,5 t.        |
| dont module de service               | 1,8 t.        | 1,8 t.        |
| dont module de fret                  | 1,5 t.        | 1,8 t.        |
| Volume de stockage pressurisé        | 18,9 m3       | 27 m3         |
| Fret pressurisé montant              | 2 t.          | 3,5 t.        |
| Fret retour détruit (déchets)        | 1,2 t         | 3,5 t         |
| Fret retour Terre                    | Non           | Non           |
| Fret non pressurisé                  | Non           | Non           |

## Déroulement d'une mission

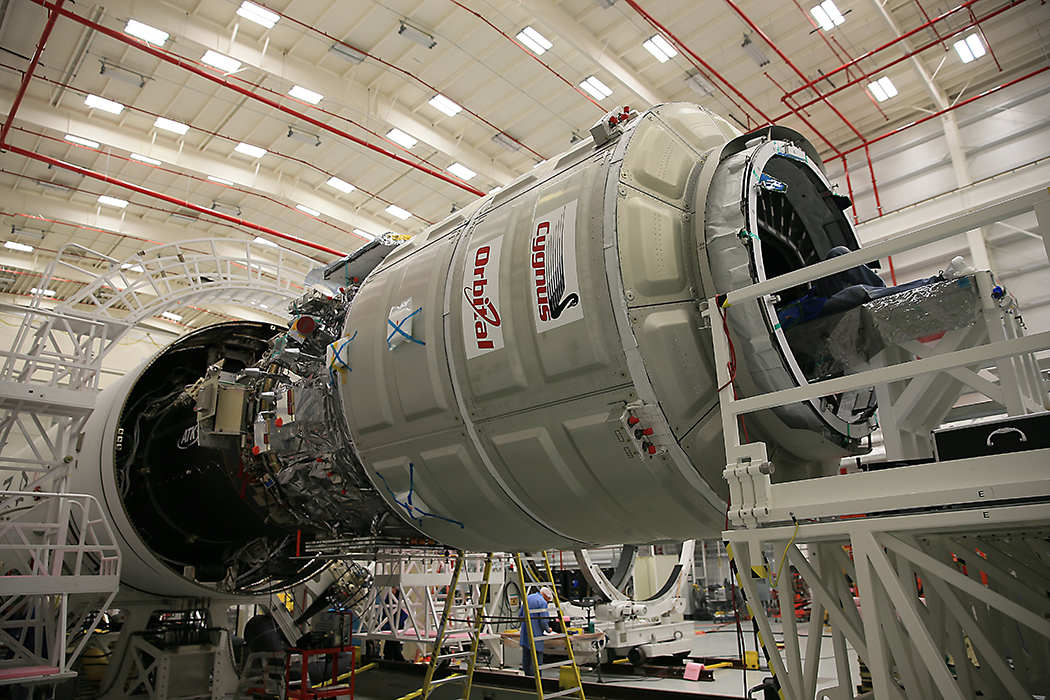
Assemblage du vaisseau Cygnus Orb-3 avec la fusée Antares

### Préparation et lancement
Le lancement du cargo spatial Cygnus est effectué normalement par une fusée Antares  tirée depuis la base de lancement MARS destinée aux vols commerciaux, voisine de la base de lancement de Wallops  Island de la NASA  située dans l'État de Virginie sur la côte est des États-Unis. L'ancien pas de tir de la  fusée Conestoga LP-0A a été refondu pour tirer la fusée Antares  et un bâtiment destiné  à la préparation du vaisseau cargo ainsi qu'à l'assemblage du lanceur. Une fois le vaisseau cargo et le lanceur assemblés, 24 heures environ avant le lancement, ils sont transportés à l'horizontale sur un véhicule à pneus jusqu'à l'aire de lancement puis l'ensemble est placé à la verticale. Les réservoirs du lanceur sont alors remplis. 

### Manœuvres de rendez-vous et amarrage à la Station spatiale internationale
Le cargo spatial Cygnus accoste la Station spatiale internationale de la manière suivante : après s'être approché suffisamment de la station, il est agrippé par le bras télémanipulateur Canadarm 2 de la station spatiale guidé par un des membres de l'équipage de la station. Celui-ci rapproche le sas d'amarrage CBM situé à l'extrémité du module de fret du module américain Harmony en réalisant la même manœuvre que pour le module japonais H-II Transfer Vehicle.

### Retour sur terre
Le vaisseau peut embarquer pour son trajet retour 1,2 tonne de déchets qui sont détruits lors de la rentrée atmosphérique. En effet, contrairement au SpaceX Dragon, le vaisseau ne peut pas ramener sur Terre du matériel car ne disposant ni d'un bouclier thermique ni d'un système d'atterrissage, il ne peut pas résister à l'échauffement thermique du retour ni faire un atterrissage en douceur.

## Les autres versions

### La version pour fret non pressurisé
Contrairement au vaisseau Dragon qui dispose d'une capacité d'emport mixte (fret pressurisé/non pressurisé), une version distincte du Cygnus doit à terme être développée pour le transport de fret non pressurisé. Dans cette version le module transportant le fret est  constitué par une version adaptée de la palette ExPRESS Logistics Carrier  développée par Boeing/Astrium pour la Station spatiale internationale. Cette version non pressurisée a un poids de 3,5 tonnes et une charge utile de 2 tonnes qui peut varier en fonction de la configuration et dispose d'un volume de 18,1 m3.

## Historique des missions

### Calendrier
Le calendrier de lancement des 19 missions (1 vol de démonstration et 21 ravitaillements effectifs) accomplies ou à venir est le suivant :
| Désignation                                 | Insigne | Date              | Version du cargo | Version du lanceur | Charge utile | Résultat | Remarques |
| ------------------------------------------- | ------- | ----------------- | ---------------- | ------------------ | ------------ | -------- | --- |
| G. David Low COTS Demo Flight / Orb-D1 (en) |         | 18 septembre 2013 | Standard         | Antares 110        | 589 kg       | Succès   | Première mission avec amarrage à la station. Vol de qualification du cargo, deuxième vol du lanceur. |
| C. Gordon Fullerton Orb CRS-1 / Orb-1 (en)  |         | 9 janvier 2014    | Standard         | Antares 120        | 1 260 kg     | Succès   | Premier ravitaillement effectif (CRS), première version du lanceur utilisant l'étage supérieur Castor 30B. Vol prévu en décembre 2013 et repoussé à la suite d'une défaillance du système de régulation thermique de la Station spatiale internationale.                                   |
| Janice E. Voss Orb CRS-2 / Orb-2 (en)       |         | 13 juillet 2014   | Standard         | Antares 120        | 1 494 kg     | Succès   | Deuxième ravitaillement effectif, dernière utilisation de l'étage supérieur Castor 30B. Vol prévu en mai 2014 et repoussé plusieurs fois, notamment à la suite d'une défaillance d'un moteur AJ26 au cours d'un test sur banc d'essais.                                                    |
| Deke Slayton Orb CRS-3 / Orb-3 (en)         |         | 28 octobre 2014   | Standard         | Antares 130        | 2 215 kg     | Échec    | Première version du lanceur utilisant l'étage supérieur Castor 30XL. Un moteur du premier étage explose 12 secondes après le lancement, le lanceur s'écrase et explose sur le pas de tir.                                                                                                  |
| Deke Slayton II Orb CRS-4 / OA-4 (en)       |         | 6 décembre 2015   | Améliorée        | Atlas V 401        | 3 514 kg     | Succès   | Premier vol de la version améliorée du vaisseau cargo. Abandon définitif d'Antares 130, et utilisation de fusées Atlas V le temps que l'Antares 230 soit achevée. Vol prévu le 3 décembre 2015 et repoussé à la suite de mauvaises conditions météo.                                       |
| Rick Husband Orb CRS-6 / OA-6 (en)          |         | 23 mars 2016      | Améliorée        | Atlas V 401        | 3 519 kg     | Succès   | |
| Alan Poindexter Orb CRS-5 / OA-5 (en)       |         | 17 octobre 2016   | Améliorée        | Antares 230        | 2 342 kg     | Succès   | Vol inaugural d'Antares 230. |
| John Glenn Orb CRS-7 / OA-7                 |         | 18 avril 2017     | Améliorée        | Atlas V 401        | 3 376 kg     | Succès   | |
| Gene Cernan Orb CRS-8 / OA-8E               |         | 12 novembre 2017  | Améliorée        | Antares 230        | 3 338 kg     | Succès   | |
| James R. Thompson Jr. Orb CRS-9 / OA-9E     |         | 21 mai 2018       | Améliorée        | Antares 230        | 3 350 kg     | Succès   | |
| John Young Orb CRS-10 / NG-10               |         | 16 novembre 2018  | Améliorée        | Antares 230        | 3 416 kg     | Succès   | |
| Roger Chaffee Orb CRS-11 / NG-11 (en)       |         | 17 avril 2019     | Améliorée        | Antares 230        | 3 447 kg     | Succès   | |
| Alan Bean Orb CRS-12 / NG-12 (en)           |         | 2 novembre 2019   | Améliorée        | Antares 230+       | 3 728 kg     | Succès   | |
| Robert Lawrence Jr. Orb CRS-13 / NG-13 (en) |         | 15 février 2020   | Améliorée        | Antares 230+       | 3 402 kg     | Succès   | |
| Kalpana Chawla CRS OA-14 / NG-14 (en)       |         | 2 octobre 2020    | Améliorée        | Antares 230+       | 3 551 kg     | Succès   | La charge utile comprend : - l'expérience Multi-Needle Langmuir Probe (m-NLP) - ELaNa 31 (3 Cubesats) - l'expérience SAFFIRE V - des éléments de campagne marketing "Advanced Night Repair" - la Felix & Paul EVA Camera (Caméra 3D VR) - le Universal Waste Management System (toilettes) |
| Katherine Johnson Orb CRS-15 / NG-15 (en)   |         | 22 février 2021   | Améliorée        | Antares 230+       | 3 810 kg     | Succès   | |
| Ellison Onizuka Orb CRS-16 / NG-16 (en)     |         | 10 août 2021      | Améliorée        | Antares 230+       | 3 723 kg     | Succès   | |
| Piers Sellers Orb CRS-17 / NG-17 (en)       |         | 19 février 2022   | Améliorée        | Antares 230+       | 3 651 kg     | Succès   | |
| Sally Ride Orb CRS-18 / NG-18 (en)          |         | 7 novembre 2022   | Améliorée        | Antares 230+       | 3 707 kg     | Succès   | |
| Laurel Clark Orb CRS-19 / NG-19 (en)        |         | 2 août 2023       | Améliorée        | Antares 230+       | 3 749 kg     | Succès   | |
| Patricia Robertson Orb CRS-20 / NG-20 (en)  |         | 30 janvier 2024   | Améliorée        | Falcon 9           | 3 712 kg     |          | Cygnus volera sur le lanceur Falcon 9 de SpaceX pour les trois prochains vols, afin de développer la version 330 du lanceur Antares. |
| NG-21                                       |         | Août 2024         | Améliorée        | Falcon 9           |              |          | |
| NG-22                                       |         | Février 2025      | Améliorée        | Falcon 9           |              |          | |
| NG-23                                       |         | juin 2025         | Améliorée        | Antares 330        |              |          | Premier vol de la version 330 du lanceur Antares. |
| NG-24                                       |         | octobre 2025      | Améliorée        | Antares 330        |              |          | |
| NG-25                                       |         | janvier 2026      | Améliorée        | Antares 330        |              |          | |

### Le vol de qualification (18 septembre 2013)

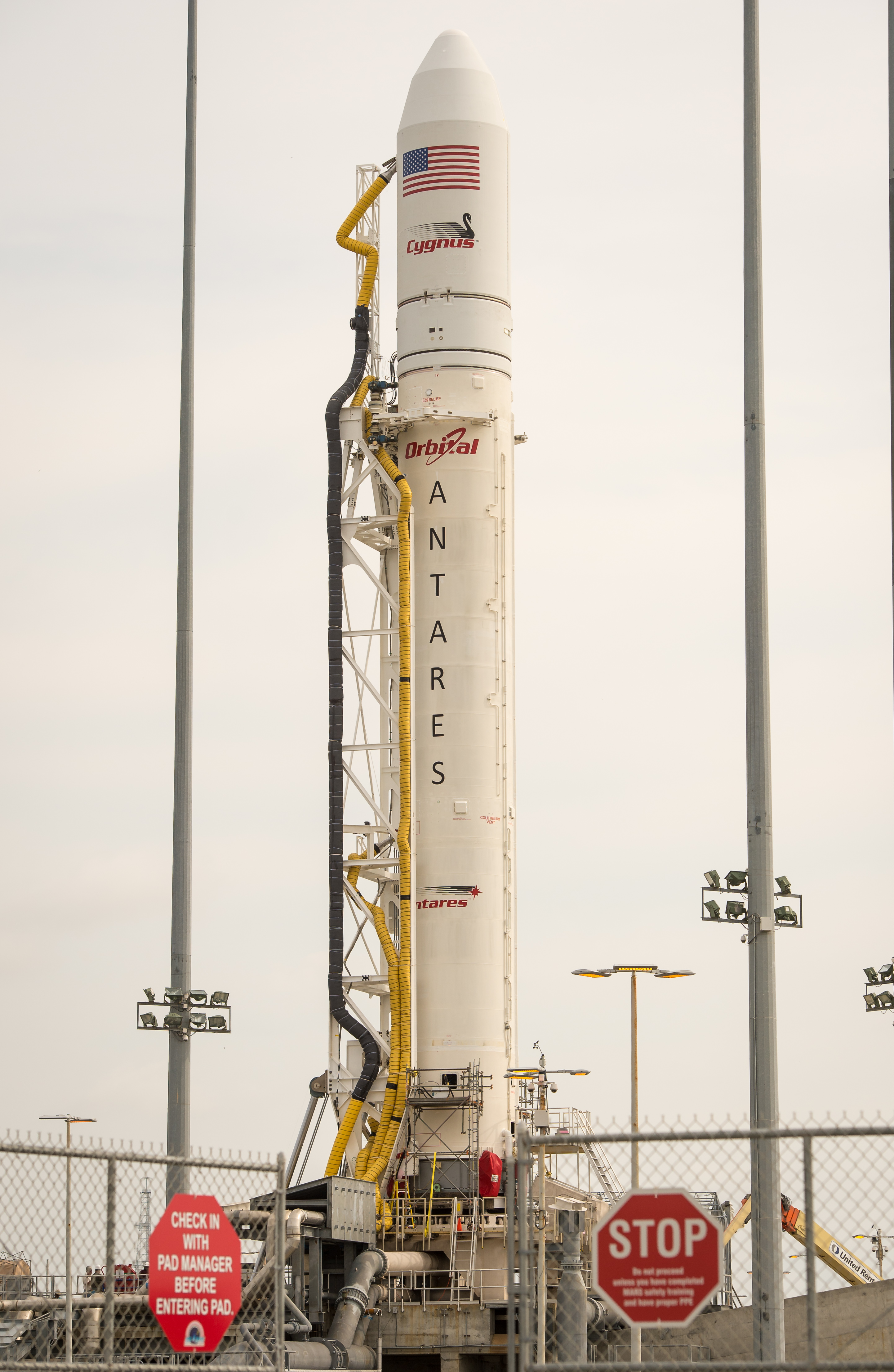
Le lanceur Antares avec le premier vaisseau Cygnus deux jours avant le tir (septembre 2013).

Le calendrier de développement a pris beaucoup de retard. Le lancement du premier vaisseau planifié initialement en décembre 2010 a finalement lieu le 18 septembre 2013. Au cours de ce premier vol qui doit qualifier le vaisseau pour les futurs ravitaillements opérationnels, le vaisseau Cygnus démontre sa capacité à manœuvrer à proximité de la Station spatiale internationale puis à être capturé par son bras télécommandé en toute sécurité. Des manœuvres sont réalisées à des distances décroissantes de la station - 4 km puis 1,4 km puis 200 m - et le système de guidage autonome est testé.

### Premier ravitaillement effectif (CRS-1) (9 janvier 2014)
Avec la première version du lanceur utilisant l'étage supérieur Castor 30B. Vol prévu en décembre 2013 et repoussé pour cause de réparations d'urgence sur l'ISS. Amarrée à l'ISS le 12 janvier 2014, elle a livré 1,5 tonne de matériel.  Ayant quitté l'ISS le 18 février 2014, Cygnus sera détruite, par combustion, lors de sa traversée de l'atmosphère, avec les déchets.

### Second ravitaillement effectif (CRS Orb-2) (13 juillet 2014)
Lancement prévu initialement le 1er mai 2014 puis reprogrammé et prévu le 17 juin 2014. Il fut de nouveau repoussé plusieurs fois pour avoir finalement lieu le 13 juillet 2014. Les raisons des reports successifs furent liées dans un premier temps à un problème sur un banc d'essais du moteur AJ-26, puis aux conditions météorologiques pour les décalages des derniers jours. Amarrée à l'ISS le 15 juillet 2014, elle a livré 1,650 tonne de matériels. Ayant quitté l'ISS le 15 août 2014 avec 1,470 tonne de déchets, Cygnus sera détruite le 17 août 2014, par combustion lors de sa traversée de l'atmosphère avec les déchets.

### Troisième ravitaillement en échec (CRS Orb-3) (28 octobre 2014)
Ce fut le premier vol du lanceur Antares 130, utilisant l'étage supérieur Castor 30XL qui possède un moteur plus puissant, et le dernier vol de la version standard du Cygnus.
Dans la tradition d’Orbital Sciences, ce vaisseau a été nommé Deke Slayton, du nom d’un pilote américain de la Seconde Guerre mondiale, ingénieur en aéronautique, pilote d'essai, membre du groupe Mercury Seven (les premiers astronautes américains), et un administrateur de la NASA, qui est décédé le 13 juin 1993.
Le lancement était prévu le 27 octobre 2014 à 22:45 UTC, avec un rendez-vous et un amarrage avec l'ISS tôt le matin du 2 novembre. Mais le décollage a été reporté en raison de la présence d'un bateau dans la zone de sécurité du lancement. Un décalage de 24 heures a été effectué avec un lancement à 22:22:38 UTC le 28 octobre 2014 et, très exactement 12 secondes après le décollage, un des deux moteurs du premier étage explose, la poussée est perdue, la fusée retombe et prend feu sur le pas de tir.
Orb-3 emportait un chargement varié d’un poids total de 2,215 tonnes, certains éléments ayant été déterminés durant les jours précédents le lancement, dont le satellite Arkyd-3 qui devait être transporté à bord de l'ISS sur ce vol. Arkyd-3 était un démonstrateur CubeSat 3U de la compagnie privée Planetary Resources.

### Quatrième ravitaillement effectif (CRS Orb-4 / OA-4) (6 décembre 2015)
Lancement prévu initialement le 3 décembre 2015 puis ayant finalement lieu le 6 décembre 2015, le vol est assuré par une fusée Atlas V à la suite de l'abandon de la fusée Antares 130, et en attendant la finalisation d'Antares 200. Vol inaugural de la version améliorée du Cygnus.